# Meantime
Meantime (с англ. — «Тем временем») — второй студийный альбом американской альтернативной метал-группы Helmet, выпущенный 23 июня 1992 года на лейбле Interscope Records. Это первый альбом группы, который был выпущен мейджор-лейблом.
Несмотря на то, что изначально альбом имел лишь умеренный коммерческий успех, достигнув 68-й строчки в чарте Billboard 200 после выхода в 1992 году, альбом оказал влияние на множество групп, был хорошо принят музыкальными критиками и считается влиятельным альбомом в метал-жанре. Альбом Meantime продолжал стабильно хорошо продаваться в течение многих лет с момента его выхода, и в 1994 году получил золотой сертификат от Американской ассоциацией звукозаписывающей индустрии. Продажи альбома по всему миру составило более 2 миллионов копий.
Главный сингл с альбома «Unsung» добился успеха в американском чарте Modern Rock Tracks и до сих пор остаётся самой известной песней Helmet. Как и на «Unsung», на «Give It» и «In the Meanwhile» также были сняты видеоклипы.

## Предыстория и запись
После выхода своего дебютного альбома Strap It On, состоящего из девяти песен, группа оказалась в центре конкурентной борьбы между крупными лейблами, в итоге подписав контракт с Interscope с заявленным бюджетом в 1 млн. $. На волне недавнего успеха гранж-группы Nirvana многие рекламировали Helmet как следующую «крупную вещь». По поводу названия группы «следующая Nirvana» фронтмен Пейдж Хэмилтон сказал: «Они заинтересовались нами ещё до того, как Nirvana распалась. И это хорошо, потому что мы, очевидно, не такие. На самом деле, один мой сотрудник из A&R на одном лейбле сказал нам, что мы — следующая U2. В какой-то момент это становится просто нелепым». В 2004 году в The Guardian писали, что Helmet играли музыку в «более тяжёлом, метал-» стиле, чем гранж-группы, выходившие с Тихоокеанского Северо-запада в начале 1990-х. Даррен Кар из Chicago Reader писал в 1992 году следующее: «Эта группа, которая, несмотря на отсутствие элементарной поп-привлекательности, которая принесла Nirvana такую огромную аудиторию, пересекает все границы». Кар также отметил, что их музыка звучала как теле-программа посвящённая метал-музыке Headbangers Ball, так и как теле-проект посвящённый альтернативной музыке 120 Minutes.
Альбом Meantime был записан Уортоном Тирсом с бюджетом в 25 000 $. Сессии записи продолжались две недели; Менгеде записал свои партии "примерно за полтора часа утром"Interscope Records|. Песня «In the Meanwhile» была записана Стивом Альбини и позже ремикширована Энди Уоллесом. Уоллес внёс дополнительные изменения в альбом; контраст между его стилем сведения, который включает в себя (среди прочего) триггерные семплы и более чистым, отточенным звучанием (что приводит к характерному звучанию малого барабана наполовину из дерева, наполовину из металла), раздражал Альбини. Позже, когда велись переговоры о записи альбома Nirvana In Utero, он оговорил включение в свой контракт пункта о том, что Уоллесу не будет разрешено делать ремиксы на альбом после того, как он сведёт Nevermind, который был выпущен девятью месяцами ранее.

## Художественное оформление
На обложке альбома изображён мужчина в белом защитном костюме, который сгребает лопатой некое вещество с земли. Снимок сделан Дэвидом Плоуденом, который называется «Литейщик в доменной печи сталелитейного завода, Восточный Чикаго, Индиана (1979 г.)».
Альбом доступен с одной из двух обложек противоположного цвета; одна из них имеет синий фон с логотипом группы «белое на красном», а другая — красный фон с логотипом группы «белое на синем» (на фото выше).

## Выпуск и продвижение
Первоначально релиз альбома Meantime планировался на апрель 1992 года, но был отложен до июня того же года. Выпуском альбома на виниле занималась компания Amphetamine Reptile, которая вела переговоры с Interscope о сохранении прав на винил за группой.
В поддержку альбома в 1992 году Helmet выступили на разогреве у Faith No More, группы, которой, как и Helmet, позже приписали влияние на такое музыкальное направление, как ню-метал. Эти концерты были организованы из-за того, что участники Faith No More захотели взять с собой на гастроли Helmet. На некоторых рекламных фото 1992 года басист Faith No More Билли Гулд одет в футболку с лого группы Helmet. Позже, в 1992 году, Helmet организовали гастроли по Северной Америке с такими метал-группами как Ministry и Sepultura, где они постоянно выступали перед многотысячными аудиториями. Во время тура барабанщик Джон Станье получил травмы в ДТП, из-за чего на некоторых концертах на вместо Helmet выступали Stone Temple Pilots.
В начале 1993 года группа отправилась на гастроли по Тихоокеанскому региону. Свои первые концерты они отыграли на родине Питера Менгеде, в Австралии, в январе 1993 года на фестивале Big Day Out. После этого они выступили в Японии и на Гавайях. Концерт на Гавайях стал последним для Менгеде с Helmet, поскольку он покинул группу в феврале 1993 года из-за разногласий с Пейджем Хэмилтоном по поводу процесса написания песен. Их концерт 1993 года в Мельбурне, Австралия, был записан и выпущен как концертный альбом Live and Rare в 2021 году — это первый официальный концертный альбом группы.

## Коммерческий успех
Альбом стал прорывным для Helmet и после выхода достиг 68-й строчки в американском чарте 200 лучших альбомов Billboard и первой строчки в чарте Top Heatseekers. В 1992 году ему также удалось попасть в чарты за пределами США, достигнув 88-й строчки в австралийском чарте ARIA. Он по-прежнему считается их самым коммерчески успешным релизом, и на сегодняшний день это единственный альбом Helmet, ставший золотым в Соединённых Штатах. Их следующий альбом Betty попал в чарты Канады, Новой Зеландии и нескольких европейских стран, а также занял более высокие позиции в чартах Соединённых Штатов и Австралии. Однако в целом было продано меньшее количество копий по сравнению с Meantime.
Эндрю Эрлз из Spin отметил, что в то время как альбом Nirvana Nevermind в значительной степени повысил интерес мейнстрим-лейблов к альтернативному року, одноимённый альбом Metallica «привлёк значительное внимание к коммерческому потенциалу более тяжёлых форм рока, а неожиданный успех альбома Helmet Meantime способствовал тому же». Эрлз добавил, что, хотя Nevermind «открыл основные шлюзы», неожиданный успех Meantime «сильно загипнотизировал Interscope», который, в свою очередь, «протянул длинную руку нелогичности» достаточно далеко, чтобы выпустить такие не пользующиеся спросом альбомы, как Thank the Holder Uppers (1995 г.) группы Claw Hammer.

## Отзывы критиков
| Оценки критиков               | Оценки критиков |
| Источник                      | Оценка          |
| ----------------------------- | --------------- |
| AllMusic                      | [ 7 ]           |
| Chicago Tribune               | [ 23 ]          |
| Christgau's Consumer Guide    | [ 24 ]          |
| Entertainment Weekly          | B−              |
| Kerrang!                      | [ 26 ]          |
| The Philadelphia Inquirer     | [ 27 ]          |
| Rolling Stone                 | [ 28 ]          |
| The Rolling Stone Album Guide | [ 29 ]          |
| Select                        | [ 30 ]          |
| Spin Alternative Record Guide | 8/10            |

Альбом получил положительные отзывы критиков. Джон Фрэнк из AllMusic назвал Meantime «возможно, одной из самых влиятельных и недооценённых рок-пластинок 1990-х». Он похвалил музыку, «окрашенную тевтонскими риффами, с единственным „невоспетым“ намёком на коммерческую доступность». Обозреватель Entertainment Weekly Дэвид Браун в своём обзоре за август 1992 года поставил ей четвёрку и подметил следующее: «Назовите Helmet альтернативным металом. Нью-йоркская группа играет сдержанный спид-трэш, но без излишней мелодрамы, свойственной метал-сцене. («To die young is far too boring these days», — поёт в какой-то момент Пейдж Хэмилтон.) Helmet увлекательны в теории и способен поднять уровень децибел настолько, что группа, некогда работавшая на независимом лейбле, заключила контракт на миллион долларов с крупной звукозаписывающей компанией». Стефан Чирази из Kerrang! определил альбом как «стену злых, горьких и агонизирующих криков нью-йоркских улиц», придавая ему максимальный рейтинг. Журнал о метал-музыке Hard Report писало в 1992 году следующее: «Единственное, что отличает их от стандартного набора „следующую крупную вещь“, — это то, что эту группу окружает не просто „шумиха“. Это больше похоже на сплошную стену шума». Они также отметили, что «альтернативные группы подстраивались под них с момента их дебютного альбома 1990 года Strap It On. Кажется немного странным, что до недавнего времени метал, казалось, никогда не проявлял к ним более чем мимолётного интереса».

## Влияние
Звучание Meantime с отрывистыми риффами Пейджа Хэмилтона, джазовыми аккордами и соло, а также стилем двухголосного пения оказало влияние на ню-метал и альтернативные метал-группы. Альбом, наряду с Betty и Aftertaste, считается определяющим в пост-метале. В ноябре 1999 года газета Iowa State Daily поместила «Unsung» на 50-е место в списке «90 лучших песен 90-х», назвав её «шедевром альт-метала». В 2003 году Kerrang! альбом занял 48-е место в их списке «50 самых влиятельных альбомов всех времён», в то время как журнал Rolling Stone поставил его на 54-е место в своем списке «100 величайших метал-альбомов всех времён» за 2017 год. Немецкий журнал Rock Hard поставил альбом на 157-е место в своём списке «500 величайших рок- и метал-альбомов всех времён». Алекс Огг написал в книге 2003 года «The Rough Guide to Rock», что это «одна из величайших ломовых пластинок в плане интенсивности», и что «некоторые её части делают Роллинза похожим на лаунж-певца». Stereogum в 2021 году отметил, что в нём фигурировали, «одни из самых сложных риффов, когда-либо записанных». В следующем году журнал Guitar World поставил альбом на 10-е место в своём списке «30 величайших гитарных рок-альбомов 1992 года», заявив следующее: «Если бы вы смело утверждали, что к '92-му году важность повторяющихся риффов вытеснила важность соло в роке, вы могли бы прямо указать на то, что Meantime группы Helmet походит на работу второкурсника. Просто послушайте, как гитаристы Пейдж Хэмилтон и Питер Менгеде исполняют такие выдающиеся песни, как „In the Meanwhile“, „Iron Head“ и „Unsung“, в то время как Хэмилтон выкрикивает бо́льшую часть своего вокала а-ля разгневанный инструктор по строевой подготовке, чтобы убедиться в этом». В 2022 году журнал Revolver также включил его в свой список «20 великих альбомов 1992 года». В журнале заявили, что группа «мало что сделала для смягчения своего резкого звучания», добавив, что «в сингле „Unsung“ есть свои положительные моменты, но всё же кульминацией является явно не радио-дружелюбным продолжительностью в полторы минуты».
Песни «In the Meanwhile», «Ironhead», «Give It», «Unsung» и «Better» были включены в сборник лучших песен Helmet 2004 года Unsung: The Best of Helmet (1991-1997). Список песен для сборника был выбран Пейджем Хэмилтоном. Инструментальные версии «In the Meanwhile», «Ironhead», «Give It» и «Unsung» также появились в рекламном релизе 2003 года под названием The Instrumental Music of Helmet (1992—1997). 16 сентября 2016 года лейбл Magnetic Eye Records выпустил сборник под названием Meantime (Redux), в который вошли каверы на песни с оригинального альбома Helmet от разных исполнителей, включая KEN mode, Fuck the Facts и Rosetta. Кроме того, в него также вошли шесть каверов на песни с других оригинальных альбомов группы 1990-х годов (Strap It On, Betty и Aftertaste).

## Список композиций
Слова и музыка всех песен — Пейдж Хэмилтон.
| №                   | Название            | Длительность |
| ------------------- | ------------------- | ------------ |
| 1.                  | «In the Meantime»   | 3:07         |
| 2.                  | «Ironhead»          | 3:22         |
| 3.                  | «Give It»           | 4:17         |
| 4.                  | «Unsung»            | 3:57         |
| 5.                  | «Turned Out»        | 4:14         |
| 6.                  | «He Feels Bad»      | 4:03         |
| 7.                  | «Better»            | 3:10         |
| 8.                  | «You Borrowed»      | 3:45         |
| 9.                  | «FBLA II»           | 3:22         |
| 10.                 | «Role Model»        | 3:34         |
| Общая длительность: | Общая длительность: | 36:51        |

## Участники записи
Helmet
- Пейдж Хэмилтон — вокал, соло-гитара
- Питер Менгеде — ритм-гитара
- Генри Богдан — бас-гитара
- Джон Станье — ударные

Производственный персонал
- группа Helmet — продюсирование
- Стив Альбини — инженер («In the Meanwhile»)
- Уортон Тирс — инженер (все песни, кроме «In the Meanwhile»)
- Энди Уоллес — сведение
- Стив Сиско — ассистент по сведению, инженер
- Хоуи Вайнберг — инженер-мастеринг

## Чарты
| Чарт (1993 г.)                | Позиции в чартах |
| ----------------------------- | ---------------- |
| Австралия (ARIA Charts)       | 88               |
| США Billboard Top Heatseekers | 1                |
| США Billboard 200             | 68               |

## Сертификации
| Страна     | Сертификат  |
| ---------- | ----------- |
| США (RIAA) | 1 × золотой |